# Puchar Narodów CSSA
Puchar Narodów CSSA (ang. CSSA Nations Cup) znany również jako Puchar Narodów Afryki Zachodniej (ang. West African Nations Cup) – rozgrywki piłkarskie w Afryce Zachodniej organizowane przez CSSA dla reprezentacji członków CSSA.

## Historia
Zapoczątkowany został w 1982 jako Puchar Narodów CSSA, organizowany przez Naczelną Radę ds. Sportu w Afryce (fr. SCSA - Conseil Suprême des Sports en Afrique), założoną w czerwcu 1965 roku w Brazzaville jako Stały Komitet ds. Sportu Afrykańskiego (CPSA). Kwatera główna SCSA znajduje się w Jaunde w Kamerunie. Rozgrywki trwały do 1987 roku, i co roku zwyciężała reprezentacja Ghany.

## Finały
| Rok            | Gospodarz                |                | Finał                     | Finał          | Finał                    |                           | Mecz o 3 miejsce         | Mecz o 3 miejsce | Mecz o 3 miejsce |                |
| Rok            | Gospodarz                | Mistrz         | Wynik                     | Wicemistrz     | Trzecie miejsce          | Wynik                     | Czwarte miejsce          |                  |                  |                |
| -------------- | ------------------------ | -------------- | ------------------------- | -------------- | ------------------------ | ------------------------- | ------------------------ | ---------------- | ---------------- | -------------- |
| 1982 Szczegóły | Benin                    | Ghana          | 2 – 1                     | Togo           | Górna Wolta              | 1 – 1 (? – ?) rzuty karne | Wybrzeże Kości Słoniowej |                  |                  |                |
| 1983 Szczegóły | Wybrzeże Kości Słoniowej | Ghana          | 3 – 1                     | Togo           | Wybrzeże Kości Słoniowej | 2 – 1                     | Liberia                  |                  |                  |                |
| 1984 Szczegóły | Burkina Faso             | Ghana          | 1 – 1 (4 – 3) rzuty karne | Togo           | Wybrzeże Kości Słoniowej | 2 – 0                     | Burkina Faso             |                  |                  |                |
| 1985           | Nie rozgrywano           | Nie rozgrywano | Nie rozgrywano            | Nie rozgrywano | Nie rozgrywano           | Nie rozgrywano            | Nie rozgrywano           | Nie rozgrywano   | Nie rozgrywano   | Nie rozgrywano |
| 1986 Szczegóły | Ghana                    | Ghana          | 1 – 0                     | Togo           | Niger                    | 2 – 1                     | Burkina Faso             |                  |                  |                |
| 1987 Szczegóły | Liberia                  | Ghana          | 2 – 1                     | Liberia        | Nigeria                  | 3 – 1                     | Togo                     |                  |                  |                |

## Statystyki
| Lp. | Drużyna | Mistrz | Wicemistrz | Lata triumfów                 |
| --- | ------- | ------ | ---------- | ----------------------------- |
| 1.  | Ghana   | 5      | 0          | 1982, 1983, 1984, 1986*, 1987 |
| 2.  | Togo    | 0      | 4          |                               |
| 3.  | Liberia | 0      | 1          |                               |

* = jako gospodarz